# The Crystal Ball
The Crystal Ball (Brasil: A Bola de Cristal / Portugal: As Ruivas São Perigosas) é um filme estadunidense de 1943, do gênero comédia, dirigido por Elliott Nugent. 
O filme, assim como outros da Paramount dessa época, foi cedido à United Artists, porque o estúdio estava com excesso de produções não lançadas.
Yvonne De Carlo participou do elenco, no papel de uma secretária, porém suas cenas foram apagadas na montagem.

## Sinopse
Toni Gerard, após perder um concurso de beleza, desembarca em Nova Iorque e acaba por aceitar emprego de cartomante. Logo apaixona-se por Brad Cavanaugh, advogado da milionária viúva Jo Ainsley. De posse de informações confidenciais, Toni tenta ajudar Brad a adquirir terras do governo.

## Elenco
| Ator/Atriz       | Personagem     |
| ---------------- | -------------- |
| Ray Milland      | Brad Cavanaugh |
| Paulette Goddard | Toni Gerard    |
| Gladys George    | Madame Zenóbia |
| Virginia Field   | Jo Ainsley     |
| Cecil Kellaway   | Pop Tibbets    |
| William Bendix   | Biff Carter    |